# Meșulam Rath
Meșulam Rath (în ebraică, cu o ortografie arhaică:משולם ראטה, n.14 septembrie 1875 - 23 decembrie1962) a fost un rabin, judecător religios (dayan) și autoritate în domeniul legii iudaice (Halahá) în Ucraina, Romania și Israel. A fost membru al Marelui Tribunal rabinic și al Consiliului Șef Rabinatului Israelului în zilele înființării Statului Israel. A fost cunoscut și ca autorul cărții „Kol mevasser” (Voce vestitoare) 

## Biografie
Meșulam Rath s-a născut la Horodenka, în Galiția, în teritoriul aparținând Coroanei Austriei (Cisleithania) din Imperiul Austro-Ungar (azi în Ucraina independentă) într-o familie evreiască de hasidim Ciortkov. A învățat Tora de la rabinii Moshe Teomim din Horodenka, Iakov Weidenfeld, președintele (Av beit din) tribunalului rabinic din Hrimlov, Avraham Steinberg, autorul cărții „Mahaze Avraham”, și președintele tribunalului rabinic din Brodî și în sfârșit, rabinul Meir Arik.Deja la 13 ani era vestit în lumea evreiască din estul Europei, sub numele de Iluyul (Copilul minune) din Horodenka. S-au istorisit multe povești despre înțelepciunea sa nemaipomenită, și a ajuns să-i fie pețită fiica lui Shimon Steinholtz, evreu bogat din Melnîțea-Podilska în gubernia Ternopol. La 18 ani a primit autorizația de rabin din mâinile rabinilor Arik, Steinberg și Ițhak Șmelkis din Lemberg (Liov) și s-a putut cununa cu logodnica sa. Vreme de patru ani tânăra pereche a locuit în casa socrilor săi. Prin 1894 Rath a fost ales rabin în acea localitate, Melnîțea-Podilska, fără simbrie.În 1898 a fost numit rabin al comunității Hrskov (Horostkiv), după ce i-a uimit pe evreii localnici într-o sâmbătă de probă în oraș. Marea majoritate au votat pentru numirea sa, dar hasidimii Husiatin (Huseatîn) s-au împotrivit și au ales un rabin de-al lor, care a funcționat în paralel cu Rath.
La Hrskov rabinul Rath a activat în organizația sionistă religioasă „MiTzion tetze Tora" (Din Sion va ieși Legea), care a înființat acolo o școală evreiască în spiritul mișcării Mizrahi. Prin 1905 Rath a întemeiat o ieșivă  pe care a condus-o. În cursul Primului Război Mondial (1914-1918) a stat la Viena, iar în 1921 a participat la al-12 -lea Congres sionist. În 1929 s-a mutat ca rabin la Suceava, care în limba idiș se numeste Șoț, și care din 1918 s-a aflat sub administrația României. După șase ani la Suceava, a fost numit președinte al Tribunalului rabinic din Cernăuți. Din 1936 a condus ieșiva din Cernăuți. După intrarea trupelor române și germane în Cernăuți în iulie 1941, masacrarea rabinului Abraham Jakob Mark și a conducerii comunității, înființarea ghetoului și deportările evreilor spre Transnistria, în iunie 1943 rabinul Rath a fost transferat pe ascuns, cu ajutorul unor mituiri și a unor documente false, de la Cernăuți la București. Mai târziu, în 1944 a emigrat în Palestina. A devenit curând dayan la Marele Tribunal rabinic și membru al Consiliului Sef Rabinatului Israelului. În anii 1950 s-a retras din activitate în casa sa din orașul Bnei Brak.

### Viața privată
Rath a rămas văduv în urma decesului primei sale soții și, după un timp, s-a căsătorit cu Lea, fiica rabinului Pinhas Menahem Mendel Rubin din Siret, Bucovina, acesta din urma înlocuia tatăl, rabinul Șmuel Smelke, fiind admor (sau țadic) al hasidimilor din Siret în locul tatălui său, Șmuel Șmelke. 
Meșulam Rath a murit în 1962 la Haifa și a fost înmormântat la cimitirul Sanhedria din Ierusalim, în parcela rabinilor.

## Concepțiile sale
Rabinul Rath a instituit în ieșiva sa din Hrstkov metoda de predare treptată a Mișnei cunoscută ca „Ben hamesh laMikra, ben esser laMishna” (la vârsta de cinci ani- Biblia ebraică (Mikra), la zece ani -Mișna). Rabinul Meir Shapira, fondatorul Ieșivei Înțelepților din Lublin, s-a consultat cu el în probleme ale organizării si ale învățământului în noua ieșivă.
Ca reprezentant al sionismului religios, Rath a fopst foarte criticat de către conducătorii spirituali ai publicului evreiesc ultraortodox (haredit), care totuși i-a apreciat erudiția și au chemat la adoptarea unui limbaj mai moderat față de el. Rath a renunțat să candideze la funcția de rabin al Lembergului fiindcă i s-a cerut să-și înceteze sprijinul pentru sionism. 
Când a fost întrebat rabinul Tzvi Yehuda Hacohen Kook cine ar fi cel mai mare din generația care i-a urmat tatălui său, Abraham Isaac Kook, l-a amintit pe Meșulam Rath.

## In memoriam
În Israel îi poartă numele străzi - în cartierul Bait vagan din Ierusalim, în cartierul Kiriat Herzog din Bnei Brak și în Netania.

## Cărți
- Sheelot utshuvot Kol mevaser מוסד הרב קוק, תשט"ז. שו"ת קול מבשר (Responsa, Institutul Rarav Kook, Ierusalim) - 1955-1956
- Mevaser Ezra -  מבשר עזרא despre comentariul lui Ibn Ezra la Cărțile Torei, incl o prefață despre biografia autorului) La capătul cărții este publicat programul de studii ai iesivei Hrstkov.
- Mevaser Yerushalayim -מבשר ירושלים  comentariu la Talmudul ierusalimitic
- Ragley mevaser - comentariu la Mishne Tora de Maimonide.